# Thailandoniscus annae
Thailandoniscus annae is een pissebed uit de familie Styloniscidae. De wetenschappelijke naam van de soort is voor het eerst geldig gepubliceerd in 1989 door Dalens.